# Артёменко, Александр Анатольевич
Алекса́ндр Анато́льевич Артёменко (20 февраля 1951) — советский футболист, вратарь, российский тренер.

## Карьера

### Клубная
Карьеру в команде мастеров начал в 1972 году в «Кубани», сыграл в том сезоне 8 матчей. В следующем году провёл 29 матчей и стал вместе с командой победителем 3-й зоны Второй лиги СССР. В сезоне 1974 года провёл 12 матчей в Первой лиге, после чего отправился в майкопскую «Дружбу», где выступал в течение 3-х сезонов. В 1976 и 1977 годах сыграл по 38 матчей, а команда оба раза занимала 11 место в 4-й зоне Второй лиги. В 1978 году вернулся в «Кубань», в составе которой в том сезоне провёл 18 матчей, пропустил 20 мячей. В следующем розыгрыше защищал ворота команды во всех 46-ти матчах турнира, пропустил в них 43 гола и стал вместе с командой вторым призёром Первой лиги, что давало право выступления в следующем году в Высшей лиге. Примечательно, что Артёменко был единственным вратарём в заявке «Кубани» на тот сезон. В сезоне 1980 года дебютировал в Высшей лиге, сыграл 11 матчей (в которых пропустил 17 мячей) за основной состав, ещё 19 встреч провёл за дублирующий состав, пропустил в них 24 мяча. В следующем сезоне потерял место в основе, сыграл в Высшей лиге только 3 матча, в которых пропустил 4 мяча, кроме того провёл 28 матчей за дубль.
С 1982 по 1988 год снова выступал за «Дружбу» во Второй лиге, провёл 103 матча, после чего опять вернулся в «Кубань», где и завершил карьеру игрока, сыграв 6 матчей и пропустив 9 мячей в сезоне 1988 года.

### Тренерская
После завершения карьеры игрока работает тренером вратарей в «Кубани», был в заявке клуба в сезонах 2003 и 2007. В начале 2008 года вошёл в тренерский штаб «Кубани» под руководством Александра Тарханова, но в итоге в заявку на сезон не попал. В сезоне 2009 года вошёл в тренерский штаб Сергея Овчинникова, после отставки которого остался в клубе. С 2010 года работал с молодёжным составом «Кубани».

## Достижения
2-е место в Первой лиге СССР (выход в Высшую лигу): (1)
- 1979 (ФК «Кубань»)